# 假钓樟
假钓樟 (学名：Pottingeria acuminata) 是卫矛科假钓樟属下的唯一一种植物。分布于缅甸、印度、越南以及中国的云南省。

## 形态特征
假钓樟为灌木，高约2米。其小枝呈绿色或红棕色，无毛，具有明显的皮孔。叶片互生，纸质，卵形，先端渐尖，基部圆或宽楔形。叶片上表面深绿色，下表面浅绿色，边缘全缘无毛，具有三出基脉，其余侧脉不明显。
花序为腋生或顶生的圆锥状狭聚伞花序，花小，绿色。苞片为线性至披针形，有时呈叶状，绿色或略为红棕色，无毛。花萼深5裂，绿色或先端略为红棕色。花瓣白色，椭圆形至卵形，全缘，先端圆形，光滑无毛。花盘环形，略肉质。雄蕊5枚，附着在花盘边缘，花丝线性。子房1室，柱头顶部3裂。花期为1-2月。